# Josef Hofmann
Josef Casimir Hofmann (Cracóvia, 20 de janeiro de 1876 – Los Angeles, 16 de fevereiro de 1957) foi um pianista, compositor e inventor polonês naturalizado americano.

## Técnica e estilo

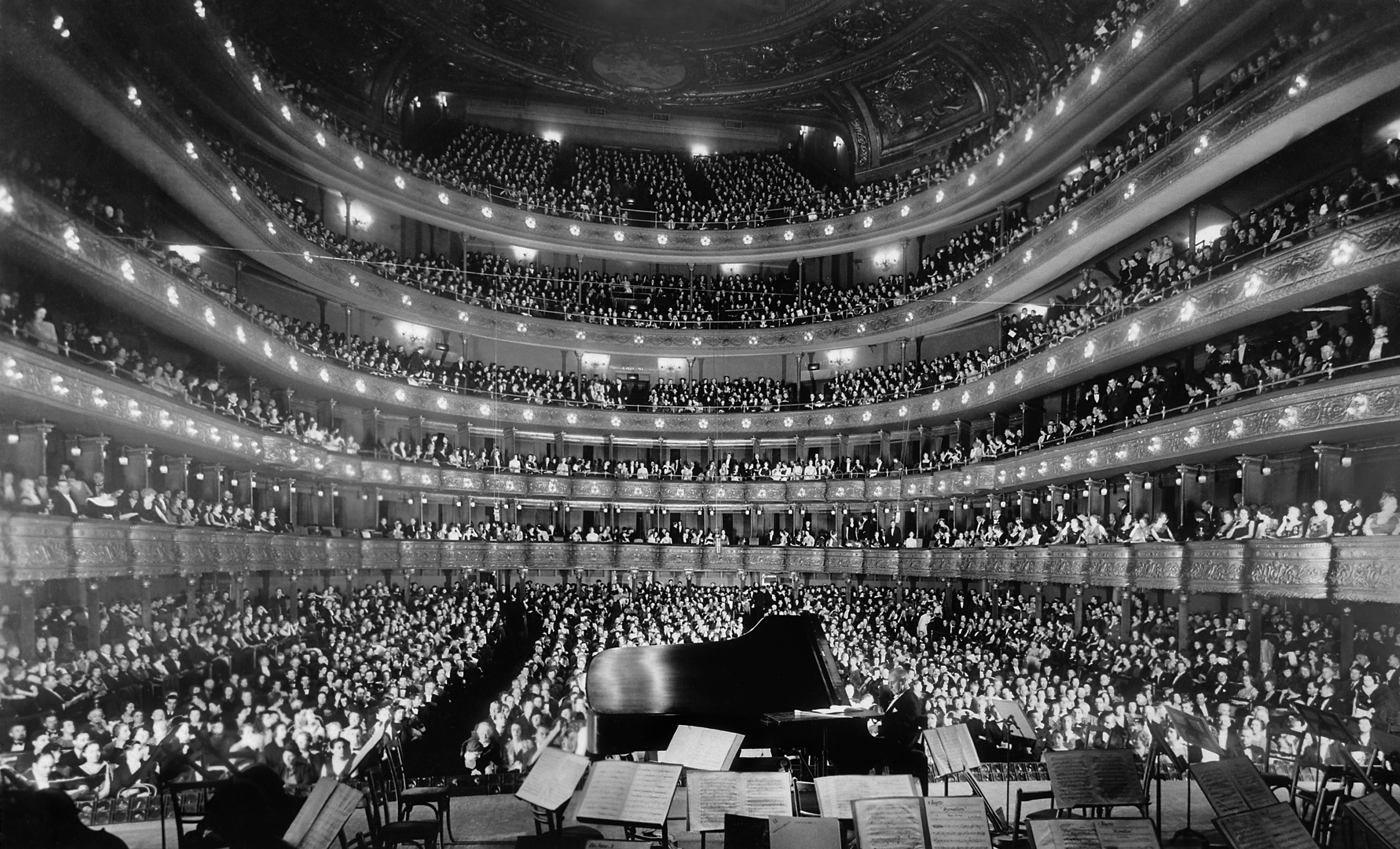
Josef Hofmann fazendo solos na gala da Metropolitan Opera House em 28 de novembro de 1937, o 50º aniversário de sua estreia nos Estados Unidos.

As opiniões de Hofmann sobre técnica e musicalidade são explicadas em seu livro Piano Playing with Questions Answer. Ele tinha mãos pequenas, mas excepcionalmente fortes. Steinway acabou construindo para ele teclados personalizados com teclas um pouco mais estreitas (o pianista / crítico Stephen Hough comentou sobre como a compreensão mecânica de Hofmann da ação do piano Steinway o distinguia de todos os outros pianistas.) Seus instrumentos de concerto tinham mudanças sutis de ação para repetição mais rápida, dois pedais em vez de três (ele gostava da geometria de trabalho de armadilha Steinway mais antiga), regulação perfeita e eram acompanhados em turnês por sua própria cadeira de recital, construída com um encosto dobrável e 1½ "declive de trás para frente. Depois de tocar o instrumento especial de concerto de Hofmann no porão do Steinway New York, Gunnar Johansen relatou que o piano tinha a maior sonoridade de todos que ele já havia experimentado.
Ao contrário de Rubinstein, Hofmann sentou-se calmamente ao piano, batendo nas teclas de maneira amassada. Seu staccato de dedo era inigualável na época, assim como sua sonoridade orquestral. Segundo sua aluna Nadia Reisenberg, ele usou continuamente uma combinação de pedalada com dedo e pedalada. O crítico do New York Times Harold C. Schonberg disse que Hofmann tinha toda a técnica de Leopold Godowsky, uma afirmação aprovada pelo próprio Godowsky. ele mesmo admitiu, Sergei Rachmaninoff, na casa dos 40 anos, preparou-se para uma carreira como pianista concertista praticando mais de 15 horas por dia com o objetivo de atingir o nível da técnica de Hofmann. Quando perguntaram ao pianista Ralph Berkowitz se Vladimir Horowitz tinha a maior técnica de todos os pianistas que já ouvira, Berkowitz respondeu que Horowitz era, de fato, o mestre supremo das partes técnicas da execução, mas um pianista de era mais antigo era seu igual - Hofmann.
A abordagem e o estilo de Hofmann podem ser resumidos por seu lema "um aristocrata nunca se apressa". Ele costumava afirmar que Rubinstein e Moriz Rosenthal foram os únicos pianistas que influenciaram sua arte, e admirava os cantores Mattia Battistini e Marcella Sembrich. Ele adotou um estilo mais demonstrativo em apresentações ao vivo, mas um estilo sutil e contido para suas gravações de estúdio; em ambos os casos, ele aderiu principalmente à partitura impressa, ocasionalmente dobrando as oitavas do lado esquerdo e evitou o sentimentalismo. Ele colocou a espontaneidade ao invés da estrutura em primeiro lugar e admitiu a Rachmaninoff que "Eu não sei como construir uma composição... ocasionalmente, ela soa bem". Schonberg escreveu que entre os contemporâneos de Hofmann, apenas Godowsky tinha o acabamento e refinamento de Hofmann, mas carecia da cor, fogo e "sangue vermelho" de Hofmann, enquanto apenas Ferruccio Busoni e Rachmaninoff foram mencionados pelos contemporâneos como iguais de Hofmann. Depois de ouvir uma apresentação da Sonata em si menor de Chopin por Hofmann, Rachmaninoff cortou aquela peça de seu próprio repertório dizendo "nunca mais, desde Anton Rubinstein, eu ouvia uma música tão titânica".
Exemplos sugeridos que ilustram o estilo de Hofmann:
- Contradanses de Rubinstein
- Andante Spianato e Grande Polonaise Op.22 de Chopin
- Balada Op.23 de Chopin
- 2º Movimento da Sonata de Beethoven Op.31 No.3
- Prelúdio Op.23 No.5 de Rachmanionoff
- Rapsódia húngara nº 2 de Liszt
- Caprice Orientale de Stojowski (dedicado a ele por Sigismond Stojowski).